# Gómez (achternaam)
Gómez is een veelvoorkomende Spaanstalige achternaam. Het is oorspronkelijk een patroniem dat betekent "zoon van Gomo", kort voor Gomesco, dat waarschijnlijk voortkomt uit het Protogermaanse Gumaz, "man". Door de Spaanse kolonisatie heeft de naam zich ook over heel Latijns-Amerika uitgebreid.
In Colombia, waar 547.843 inwoners Gómez als eerste achternaam hebben (Spanjaarden en Zuid-Amerikanen hebben twee achternamen waarvan de eerste het belangrijkst is, zie Iberische en Ibero-Amerikaanse achternamen), is het de op een na meest voorkomende familienaam. In Argentinië, waar 256.924 inwoners het als eerste achternaam heeft, is het de op zeven na meest voorkomende achternaam, en in Spanje is het de op acht na meest voorkomende achternaam. 491.254 personen (oftewel 1,06% van de bevolking) heten er Gómez van de eerste achternaam.